# Mỗi người đều có những bí mật
Mỗi người đều có những bí mật (Tiếng Hàn Quốc: 누구나 비밀은 있다; RR: Nuguna bimireun itda) là một phim điện ảnh Hàn Quốc thuộc thể loại hài lãng mạn. Các diễn viên thủ vai chính là Lee Byung-hun, Choi Ji-woo, Kim Hyo-jin và Chu Sang-mi. Phim được phân loại thuộc thể loại dành cho người trên 18 tuổi vì có một số cảnh làm tình. Phim lọt vào một số đề cử giải thưởng như giải Giải thưởng điện ảnh Rồng Xanh năm 2004, Giải thưởng Điện ảnh Hàn Quốc năm 2004,.. với doanh thu gần 5 triệu USD ở các phòng vé Nhật Bản.

## Nội dung
Phim mở đầu với cảnh Han Mi-yeong (Kim Hyo-jin thủ vai) chia tay bạn trai của mình vì cho rằng anh này quá nhàm chán. Han Mi-yeong sau đó gặp Choi Su-Hyeon (Lee Byung-hun đóng) trong một buổi biểu diễn và nhanh chóng si mê Su-Hyeon vì cách tán tỉnh đầy lãng mạn của anh này.
Mi-yeong đưa Su-Hyeon về ra mắt gia đình mình và anh anh chóng được cả gia đình Mi-yeong quý mến. Song song với cuộc tình với Mi-yeong, Su-Hyeon đã bí mật quyến rũ cả hai người chị khác của cô là Han Seon-yeong (do Choi Ji-woo đóng vai), người lúc này là một "con mọt sách" đang theo học thạc sĩ ở một trường đại học, và Han Ji-yeong (Chu sang-mi đóng vai), chị cả của Mi-yeong, một phụ nữ đã có chồng nhưng thiếu thốn tình dục vì chồng bỏ bê.
Phim chia thành ba phân cảnh mô tả cách Choi Su-hyeon lần lượt tán tỉnh ba chị em Mi-yeong nhưng chính là cùng một khoảng thời gian. Đoạn kết phim Choi Su-hyeon và Han Mi-yeong kết hôn (trong sự chấp nhận của hai cô chị), nhưng ngay khi đám cưới được diễn ra, Mi-yeong dùng dằng định hủy hôn vì day dứt trong thời gian cặp kè với Su-hyeon, cô đã có lần cắm sừng anh, qua đêm với người yêu cũ. Su-hyeon tỏ ra cao thượng chấp nhận việc này với cô vì với anh mọi người trong đời đều có những bí mật riêng.

## Diễn viên
- Lee Byung-hun vai Choi Su-hyeon
- Choi Ji-woo vai Han Seon-yeong (cô chị thứ hai)
- Chu Sang-mi vai Han Ji-yeong (chị cả)
- Kim Hyo-jin vai Han Mi-yeong (em gái thứ ba)
- Sunwoo Yong-nyeo vai mẹ ba chị em
- Kim Hye-gon vai chồng của Ji-yeong
- Jeon Jae-hyeong vai Han Dae-yeong - em trai út của gia đình
- Tak Jae-hoon vai Sang-il, bạn trai cũ của Mi-yeong

## Giải thưởng và bình chọn

#### Giải thưởng điện ảnh Rồng Xanh2004:[3]
- Diễn viên phụ xuất sắc: Chu sang-mi
- Diễn viên mới xuất sắc: Kim Hyo-jin